# Myotis annectans
Myotis annectans — вид роду Нічниця (Myotis).

## Поширення, поведінка
Країни поширення: Камбоджа, Китай, Індія, Лаос, Таїланд.